# Leopoldius cabrilsensis
Leopoldius cabrilsensis is een vliegensoort uit de familie van de blaaskopvliegen (Conopidae). De wetenschappelijke naam van de soort is voor het eerst geldig gepubliceerd in 2000 door Carles-Tolra.